# Base de Misiles de Plokštinė
La Base de Misiles de Plokštinė (en lituano: Plokštinės raketų Baze) fue una base militar subterránea de la Unión Soviética. Fue construida cerca de la aldea de Plokščiai, a 13 km, al norte de Plungė, al escasamente poblado bosque de Plokštinė, cerca del lago de Plateliai, en la región lituana de Samogitia. Esta fue la primera base de misiles nucleares de la Unión Soviética, una base subterránea de misiles balísticos de alcance medio R-12 Dvina. En 2012, se abrió en este lugar el Museo de la Guerra Fría.
Parece que fue el lugar de operaciones del 79.º Regimiento de Guardias de Misiles, parte de la 29.ª División de Guardias de Misiles.

## Construcción

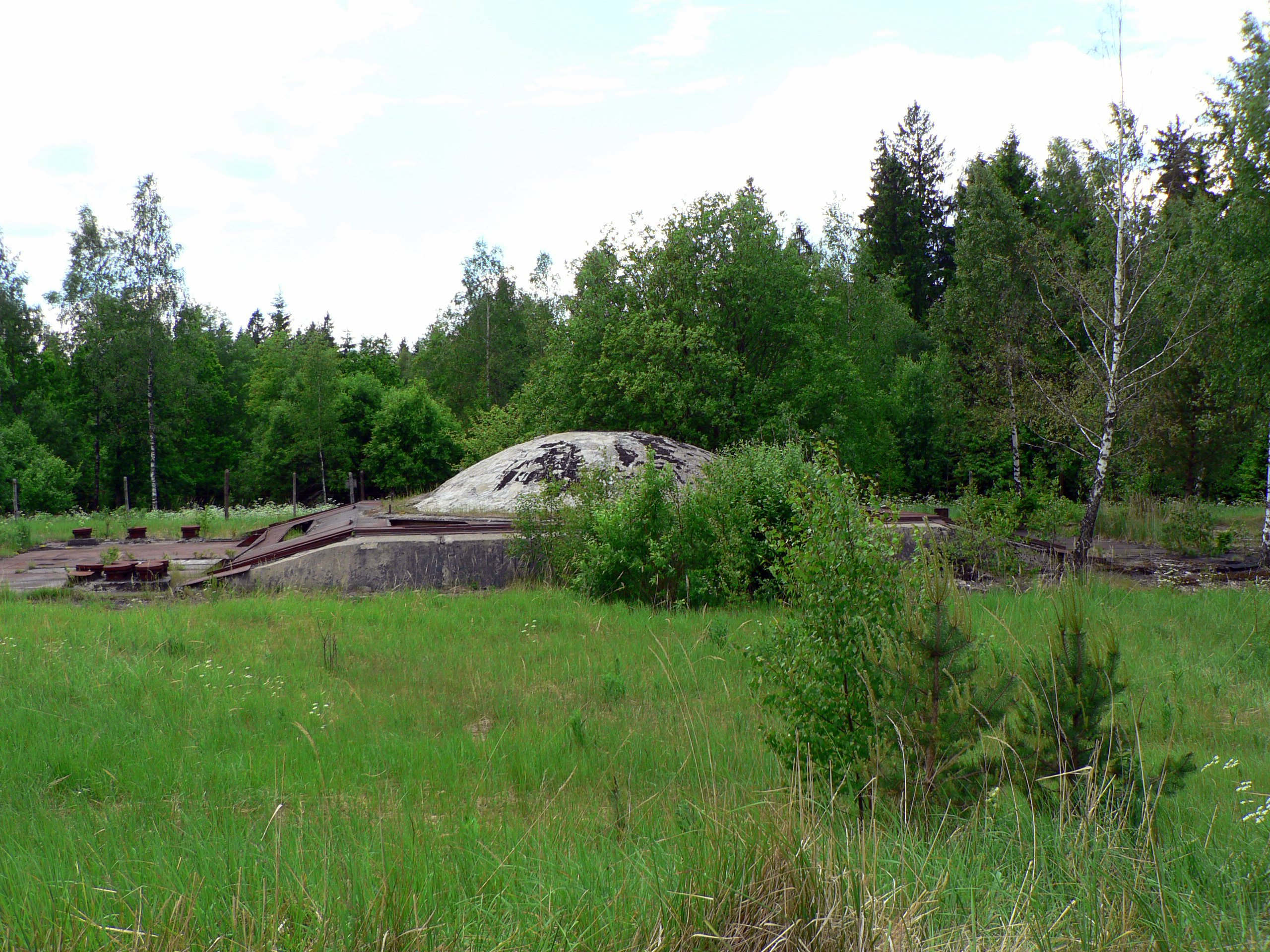
Cúpula de un silo subterráneo de misiles nucleares R-12U en la base de Plokštinė. La cubierta podía deslizarse sobre los rieles o simplemente volarse antes del lanzamiento de un misil.

En el momento en que los Estados Unidos iniciaron la construcción de bases militares subterráneas, la Unión Soviética decidió que tenía que mantener su ventaja militar. Por lo tanto, en septiembre de 1960, los soviéticos comenzaron la rápida construcción de una base militar subterránea, una de las primeras en la Unión Soviética, cerca del pueblo de Plokščiai. El lugar elegido estaba a 160 metros sobre el nivel del mar y tenía un alcance que podía cubrir toda Europa, incluida Turquía y los países del sur de Europa. Además, el suelo era fácil de excavar y la población local era más bien poca. No había ciudades o pueblos más grandes cerca, solo casas aisladas, cuyos habitantes recibieron 4500 rublos soviéticos para su reubicación.
En 1960, más de 10 000 soldados soviéticos comenzaron secretamente las obras en el parque nacional de Žemaitija que tardaron dos años. Los costes de construcción fueron comparables a los de la construcción de un distrito de ciudad o un pequeño pueblo.

## Operación

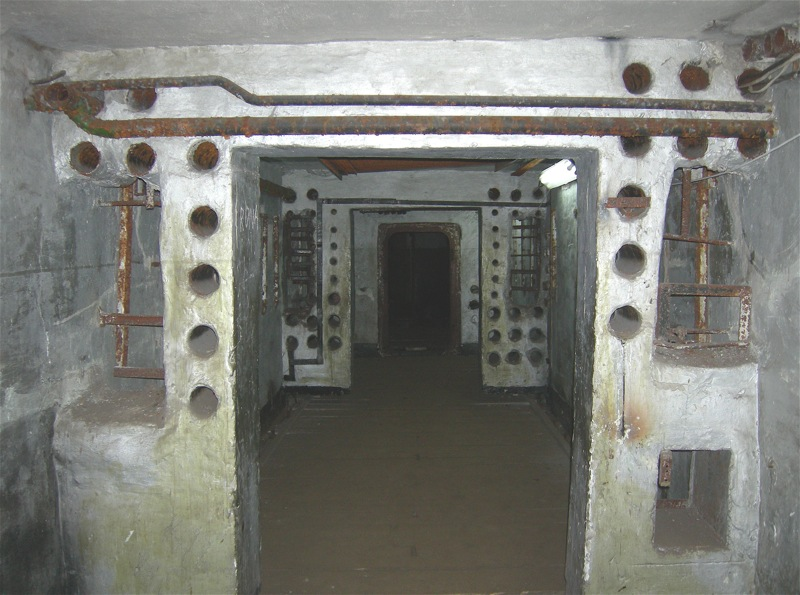
Pasadizo interior de la base.

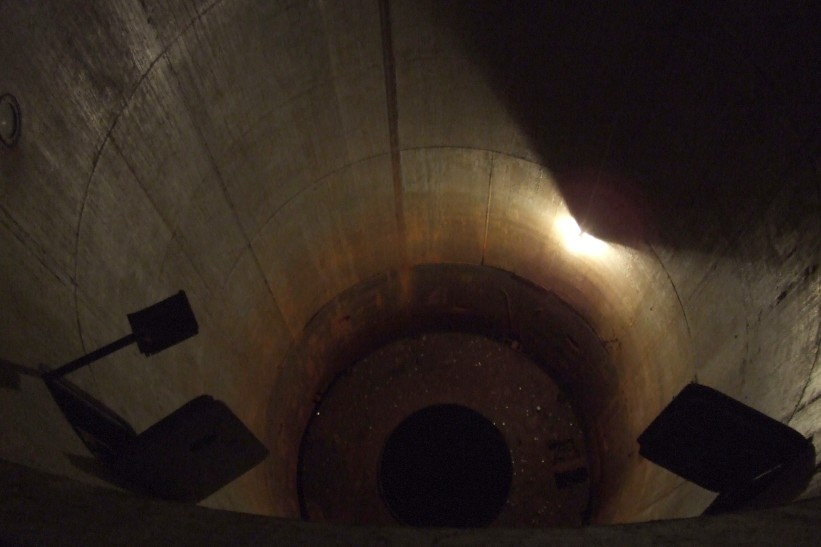
Silo subterráneo de lanzamiento de R-12U.

La base fue uno de los mejores secretos militares soviéticos, que no fue revelado hasta 1978 por las autoridades de reconocimiento de Estados Unidos. La plataforma de lanzamiento de misiles nucleares de Plokštinė comenzó a operar alrededor de tres años después de su creación.
La base presumía de una red de túneles que incluía cuatro pozos de una profundidad de entre 27 y 34 metros. Estaban cubiertos por cúpulas de hormigón que podían ser trasladadas a un lado con carriles en 30 minutos. La base podía permanecer autónoma durante 15 días, o durante 3 horas si también se sellaba herméticamente.  La cerca eléctrica del entorno se conectaba normalmente a 220 V, con la posibilidad de elevar la tensión en 1700, en caso de alerta. El personal activo de la instalación era de unas 300 personas, la mayoría de ellas guardias militares.
La base incluye cuatro silos que albergaban misiles R-12 Dvina con ojivas nucleares. Estos misiles fueron propulsados mediante un líquido de medio alcance. Pesaban más de 40 toneladas, incluidos 1500 kilogramos de ojivas. Estos misiles tierra-tierra tenían un radio de algo menos de 2500 kilómetros. Desde la base de Plokštinė no se lanzó ningún misil, ni siquiera de prueba. Gracias a los acuerdos entre la Unión Soviética y Estados Unidos, el lanzamiento de un cohete requería la activación simultánea con dos llaves diferentes que tenía cada operador.

## Después de la clausura

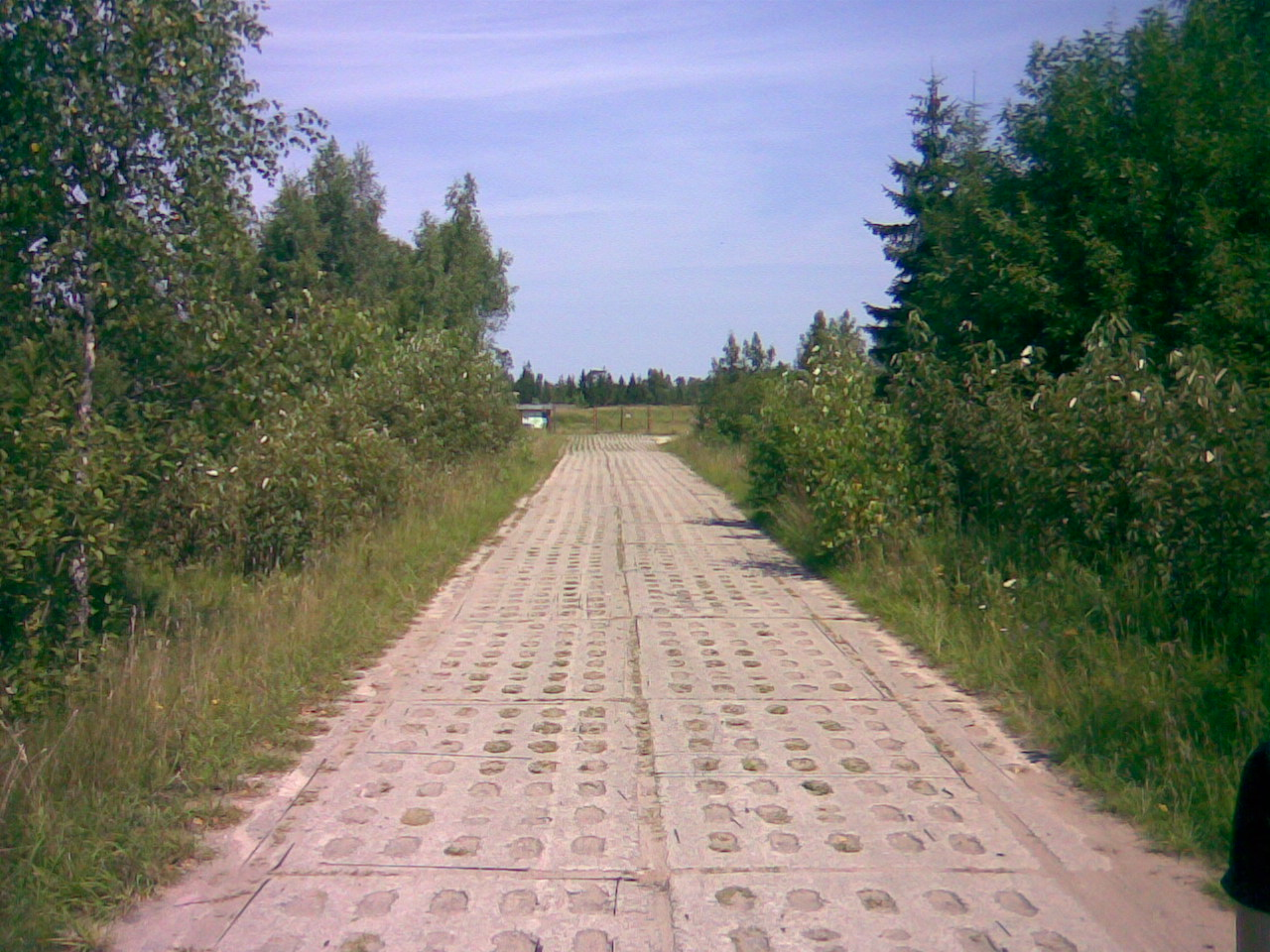
Carretera hacia la base.

Después de doce años de operaciones se cerró la base. Desde el colapso de la Unión Soviética, el lugar se ha abandonado y no se mantiene. Desde entonces, varios exploradores urbanos la han visitado así como ha sufrido numerosos robos de metal. Después de la reconstrucción en 2012, el antiguo emplazamiento de la base alberga el Museo de la Guerra Fría, facilitando la apertura para los visitantes de uno de las cuatro silos existentes.

### En la cultura popular
La base de misiles aparece en la temporada 5 de la serie de televisión Person of Interest.